# Emory Tate
Emory Andrew Tate Jr. (* 27. Dezember 1958 in Chicago; † 17. Oktober 2015 in San José, Kalifornien) war ein US-amerikanischer Staff Sergeant bei der United States Air Force und Schachspieler, der den Titel eines Internationalen Meisters errang. Der erste schwarze Schachgroßmeister, Maurice Ashley, nannte Tate „einen absoluten Pionier des afroamerikanischen Schachs.“
Seine Söhne sind Andrew Tate und Tristan Tate. 

## Leben
Tate wuchs in einer kinderreichen, afroamerikanischen Familie auf: Er hatte vier Geschwister und vier Halbgeschwister. Seine Mutter war Emma Cox Tate und sein Vater Emory Tate Sr., ein Rechtsanwalt, von dem er als Kind das Schachspiel erlernte. Nach Abschluss der High School erhielt Tate ein Stipendium an der Northwestern University, gab das Studium aber innerhalb eines Jahres auf. Danach schrieb er sich an der Alabama State University ein, brach aber auch dieses Studium nach kurzer Zeit ab. Im April 1980 meldete er sich zur United States Air Force, lernte für Geheimdienstzwecke Russisch und wurde dann als Slavic Cryptic Linguist Technician eingesetzt, zuletzt als United States Air Force Intelligence senior non-commissioned officer.
Seine Ehefrau lernte er in den 1980er Jahren kennen, als er während des Kalten Krieges auf dem Abhörposten in Chicksands Station, Bedfordshire in England, stationiert war. Sie heirateten 1985 und hatten in den folgenden Jahren drei Kinder. Im April 1992 wurde Emory Tate im Rang eines Staff Sergeant aus dem Dienst entlassen. Er galt neben Maurice Ashley als einer der talentiertesten afroamerikanischen Schachspieler. Während seiner Militärzeit gewann er zwischen 1982 und 1989 fünfmal die US Armed Forces Championship und nahm sechsmal an der NATO Championship teil. 
Nach seiner Entlassung hatte er verschiedene Gelegenheitsjobs, arbeitete als Schachlehrer und spielte zahlreiche Schachturniere, für die er zumeist per Bus quer durch die USA reiste. Er nahm aber auch an einigen Open im Ausland teil. Nach Angaben seines Biographen Daaim Shabazz kam Tate im Laufe seiner Karriere auf etwa tausend Turniere. John Donaldson bezeichnete Tate als „Schachnomaden“. 
Seine Ehe wurde 1997 offiziell geschieden, woraufhin seine Frau mit den drei noch minderjährigen Kindern nach Marsh Farm am Rande der Stadt Luton in Bedfordshire zurückkehrte. Seine beiden Söhne Andrew Tate und Tristan Tate wurden später als Influencer mit chauvinistischen und frauenfeindlichen Inhalten bekannt. Seine Tochter Janine wurde Anwältin in den USA.
Seine erste Norm für den Titel eines Internationalen Meisters erzielte er 1988 beim New York Open, die letzte Norm 2006 beim World Open. Obwohl er in seiner Karriere mehr als 80 Partien gegen Großmeister gewinnen konnte, gelang es ihm nicht, selbst den GM-Titel zu erlangen. Dies machte ihm mit fortschreitendem Alter psychisch zu schaffen. Nach Ende eines Turniers in Curaçao 2007, bei dem er nur ganz knapp eine GM-Norm verpasste, erlitt er einen Wutanfall und musste aus dem Hotel eskortiert werden. Sein bestes Rating bei der United States Chess Federation war 2508 im Dezember 1996, seine beste Elo-Zahl 2413 im Oktober 2006.
Tate gewann sechsmal (1995, 1996, 2000, 2005, 2006, 2007) die Meisterschaft des Bundesstaates Indiana. Die Meisterschaft von Alabama gewann er 2010. An der US Chess Championship nahm er nur einmal, im Jahr 2006, teil und kam in der Vorgruppe A mit 4 Punkten aus 9 Partien auf Platz 21.
Am 17. Oktober 2015 brach Tate, dessen Gesundheitszustand sich in seinen letzten Jahren verschlechtert hatte und der unter anderem an COPD litt, während eines Schachturniers in Kalifornien zusammen. Er wurde in das nahegelegene San José Regional Medical Center transportiert und dort für tot erklärt. Als Ursache wurde plötzlicher Herztod angegeben. Es gab zahlreiche Nachrufe, neben bekannten Schachspielern auch von dem Rapper RZA, der Tate 2009 auf einer Veranstaltung der Hip Hop Chess Association in San Francisco kennengelernt hatte. Tate wurde im Familiengrab auf dem Friedhof der Old Union Grove Baptist Church in Smuteye, Alabama mit militärischen Ehren beigesetzt. Der Senat von Alabama verabschiedete am 5. April 2016 eine Resolution, in der vorgeschlagen wurde, dass Tate postum zum Großmeister ernannt und in die US Chess Hall of Fame aufgenommen werden solle.

## Spielstil
Tate war ein Taktiker, der immer auf Angriff spielte. Aufgrund seines Stils gab man ihm Spitznamen wie „Emory Mate“ und „ET the Extraterrestrial“. Nach eigener Aussage hat er in seinem Leben nur ein einziges Schachbuch gelesen: The Art of Attack von Vladimir Vuković.
Er liebte es, seine Partien vor Publikum vorzuführen, und war bekannt für seinen Trashtalk.
Eine seiner bekanntesten Partien ist der Sieg gegen den Großmeister Leonid Yudasin beim World Open 1997.
1. e4 c5 2. Sf3 d6 3. d4 cxd4 4. Sxd4 Sf6 5. Sc3 a6 6. Lc4 e6 7. Lb3 Sbd7 8. De2 Sc5 9. g4 b5 10. g5 Sfd7 11. Ld5 Lb7 12. Lxb7 Sxb7 13. a4 bxa4 14. Txa4 Sbc5 15. Ta3 Db6 16. 0–0 Le7 17. Kh1 0–0 18. b4 Sa4 19. Sf5 exf5 20. Sd5 Dd8 21. exf5 Te8 22. Dh5 Sab6 23. Th3 Sf8 24. f6 Sxd5 25. fxg7 Kxg7 26. Lb2+ Kg8 27. g6 Lf6 28. gxf7+ Kh8 29. Tg1 Te1 30. Txe1 Lxb2 31. Te8 Sf6 32. Txd8 Txd8 33. Dh6 Se4 34. Dh4 Sf6 35. Tg3 S8d7 36. Dg5 1:0
Nach Tate ist eine Eröffnungsvariante gegen die Aljechin-Verteidigung benannt, die er 1988 in die Praxis einführte: 1. e4 Sf6 2. e5 Sd5 3. c4 Sb6 4. a4 a5 5. Ta3 (mit der Idee, den Turm nach g3 zu überführen und für einen Königsangriff zu nutzen).